# Per Kristian Nygård
Per Kristian Nygård (* 12. Juli 1987) ist ein ehemaliger norwegischer Skilangläufer.

## Werdegang
Nygård gab im Januar 2007 in Sjusjøen sein Debüt im Scandinavian Cup, wo er im 15-km-Massenstartrennen in der klassischen Technik Platz 72 erreichte und über 10 km Freistil Platz 120 belegte. Im Januar 2010 wurde er in Åsarna Achter über 20 km Freistil, was seine erste Punkteplatzierung bedeutete. Im Januar 2012 wurde Nygård in Nes Vierter über 15 km Freistil. Seine dritte und vierte Top-Ten-Platzierung im Scandinavian Cup gelangen ihm im Februar 2013 mit Rang sechs im Sprint von Jõulumäe und mit Platz acht beim 30-km-Freistil-Massenstartrennen in Inari. Im März 2013 startete Nygård in Oslo im Weltcup, wo er im 50-km-Freistil-Massenstartrennen Rang 60 belegte. In der Saison 2014/15 erzielte er im Scandinavian Cup mit Rang sechs beim 30-km-Massenstartrennen in der klassischen Technik in Lillehammer, Platz neun über 15 km Freistil und als Sechster des Skiathlons in Falun drei weitere Platzierungen unten den besten zehn. Im Januar 2016 siegte Nygård in Östersund über 15 km Freistil. Im selben Monat holte er in Nové Město mit dem 21. Platz über 15 km Freistil seine ersten Weltcuppunkte. Dies ist zugleich sein bestes Ergebnis im Weltcup. Zum Saisonende wurde er Vierter in der Gesamtwertung des Scandinavian Cups. In der Saison 2017/18 errang er mit drei Top-Zehn-Platzierungen, darunter Platz drei in der Verfolgung in Trondheim, den achten Platz in der Gesamtwertung des Scandinavian Cups und startete in Oslo letztmals im Weltcup, wobei er den 27. Platz im 50-km-Massenstartrennen errang. Seine letztes Rennen im Scandinavian Cup lief er im Januar 2020 in Nes Skianlegg, wobei er den 26. Platz über 30 km Freistil und den 14. Platz über 15 km klassisch errang.

## Siege bei Continental-Cup-Rennen
| Nr. | Datum          | Ort       | Disziplin                      | Serie            |
| --- | -------------- | --------- | ------------------------------ | ---------------- |
| 1.  | 8. Januar 2016 | Östersund | 15 km Freistil Individualstart | Scandinavian Cup |